# Скереда паннонська
Скереда паннонська (Crepis pannonica) — вид рослин з родини айстрових (Asteraceae), поширений у Європі, Туреччині, Казахстані, західному Сибіру.

## Опис
Багаторічна рослина 40–100 см. Стебла, як і листки, коротко-волосисті. Стеблові листки при основі стрілоподібні, сидячі, яйцеподібні або довгасто-ланцетні, жорсткуваті; нижні довгасто-оберненояйцеподібні, виїмчасто-крупнозубчаті, коротко черешкові; верхні — ланцетні. Кошики досить великі, на відстовбурчених квітконосах, у щиткоподібно-волотистому загальному суцвітті. Сім'янки темно-коричневі, 5–6 мм довжиною, догори злегка звужені, з 15–20 реберцями.

## Поширення
Поширений у Європі, Туреччині, Казахстані, західному Сибіру.
В Україні вид зростає на степових і кам'янистих схилах, у чагарниках — у Лісостепу, Степу та Криму (на Керченському півострові, в передгір'ях і на ПБК), дуже рідко.